# Herbert J. Drane

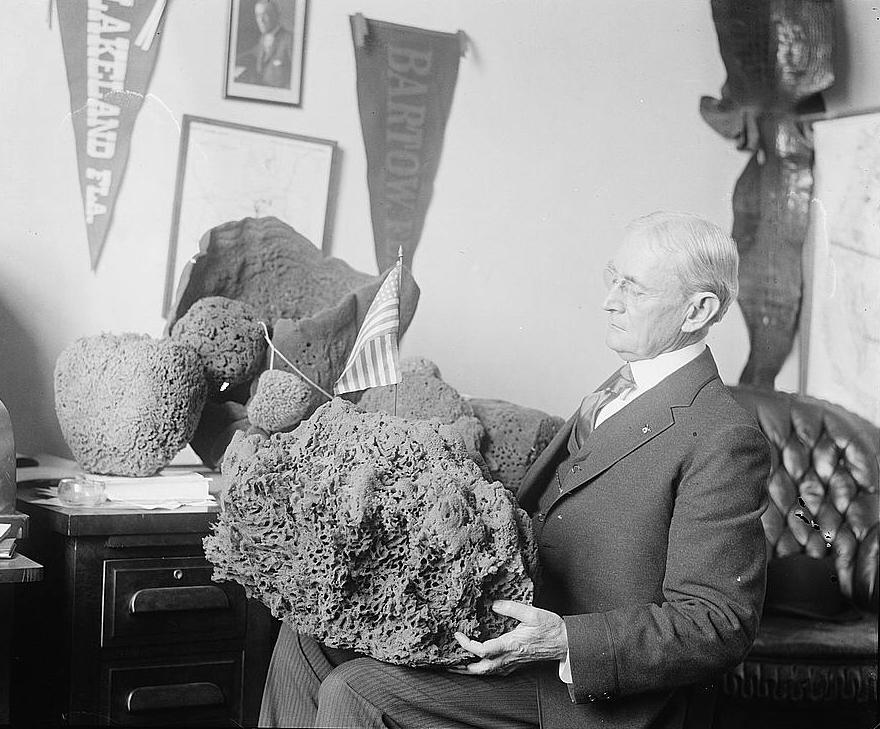
Herbert J. Drane (1920)

Herbert Jackson Drane (* 20. Juni 1863 in Franklin, Kentucky; † 11. August 1947 in Lakeland, Florida) war ein US-amerikanischer Politiker. Zwischen 1917 und 1933 vertrat er den Bundesstaat Florida im US-Repräsentantenhaus.

## Werdegang
Herbert Drane besuchte die öffentlichen Schulen in Louisville und die Brevards Academy in seinem Geburtsort Franklin. Im Jahr 1881 zog er zunächst nach Macon in Georgia und danach in den Staat Florida, wo er im dortigen Polk County einer der Gründer der Stadt Lakeland wurde. In seiner neuen Heimat arbeitete Drane in der Immobilien- und Versicherungsbranche. Er war aber auch im Eisenbahngeschäft und im Obstanbau engagiert. Zwischen 1888 und 1892 amtierte er als Bürgermeister von Lakeland; von 1896 bis 1899 war er als County Commissioner Landrat im Polk County. Von 1889 bis 1901 war er bei der Verwaltung des Repräsentantenhauses von Florida angestellt.
Politisch war Drane Mitglied der Demokratischen Partei. Zwischen 1903 und 1905 saß er im Repräsentantenhaus seines Staates; von 1913 bis 1917 gehörte er dem Senat von Florida an, dessen Präsident er von 1913 bis 1915 war. Bei den Kongresswahlen des Jahres 1916 wurde Drane im ersten Wahlbezirk von Florida in das US-Repräsentantenhaus in Washington, D.C. gewählt, wo er am 4. März 1917 die Nachfolge von Stephen M. Sparkman antrat. Nach sieben Wiederwahlen konnte er bis zum 3. März 1933 acht Legislaturperioden im Kongress absolvieren. In diese Zeit fielen unter anderem der Erste Weltkrieg und der Beginn der Weltwirtschaftskrise. Damals wurden auch der 18., der 19. und der 20. Verfassungszusatz beraten und verabschiedet.
Im Jahr 1932 wurde Drane von seiner Partei nicht mehr zur Wiederwahl nominiert. Zwischen 1933 und 1937 war er Mitglied der Federal Power Commission. Danach arbeitete er wieder in der Immobilien- und Versicherungsbranche sowie im Anbau von Zitrusfrüchten. Herbert Drane starb am 11. August 1947 in Lakeland, wo er auch beigesetzt wurde.